# Kirf
Kirf est une municipalité de la Verbandsgemeinde Saarburg-Kell, dans l'arrondissement de Trèves-Sarrebourg, en Rhénanie-Palatinat, dans l'ouest de l'Allemagne. Cette localité fut annexée à la France (Moselle) de 1798 à 1815.